# Südostasienspiele 2007/Badminton
Badminton wurde bei den  Südostasienspielen 2007 in Nakhon Ratchasima, Thailand, vom 8. bis 14. Dezember 2007 ausgetragen.

## Medaillengewinner
| Disziplin    | Gold | Silber | Bronze |
| ------------ | --- | --- | --- |
| Herreneinzel | Taufik Hidayat | Lee Yen Hui Kendrick | Nguyễn Tiến Minh |
| Herreneinzel | Taufik Hidayat | Lee Yen Hui Kendrick | Boonsak Ponsana |
| Dameneinzel  | Maria Kristin Yulianti | Adriyanti Firdasari | Julia Wong |
| Dameneinzel  | Maria Kristin Yulianti | Adriyanti Firdasari | Soratja Chansrisukot |
| Herrendoppel | Markis Kido Hendra Setiawan | Hendra Wijaya Hendri Kurniawan Saputra | Gan Teik Chai Lin Woon Fui |
| Herrendoppel | Markis Kido Hendra Setiawan | Hendra Wijaya Hendri Kurniawan Saputra | Hendra Gunawan Joko Riyadi |
| Damendoppel  | Liliyana Natsir Vita Marissa | Jo Novita Greysia Polii | Jiang Yanmei Li Yujia |
| Damendoppel  | Liliyana Natsir Vita Marissa | Jo Novita Greysia Polii | Duanganong Aroonkesorn Kunchala Voravichitchaikul |
| Mixed        | Flandy Limpele Vita Marissa | Sudket Prapakamol Saralee Thungthongkam | Hendri Kurniawan Saputra Li Yujia |
| Mixed        | Flandy Limpele Vita Marissa | Sudket Prapakamol Saralee Thungthongkam | Nova Widianto Liliyana Natsir |
| Herrenteam   | Indonesien Hendra Gunawan Taufik Hidayat Markis Kido Sony Dwi Kuncoro Flandy Limpele Joko Riyadi Simon Santoso Hendra Setiawan Nova Widianto | Singapur Ashton Chen Yong Zhao Chew Swee Hau Khoo Kian Teck Lee Yen Hui Kendrick Muhammad Azlin Bin Latib Hendri Kurniawan Saputra Ronald Susilo Hendra Wijaya Derek Wong Zi Liang | Thailand Songphon Anugritayawon Nuttaphon Narkthong Patapol Ngernsrisuk Tesana Panvisavas Boonsak Ponsana Sudket Prapakamol Nitipong Saengsila Tanongsak Saensomboonsuk Poompat Sapkulchananart Pakkawat Vilailak |
| Herrenteam   | Indonesien Hendra Gunawan Taufik Hidayat Markis Kido Sony Dwi Kuncoro Flandy Limpele Joko Riyadi Simon Santoso Hendra Setiawan Nova Widianto | Singapur Ashton Chen Yong Zhao Chew Swee Hau Khoo Kian Teck Lee Yen Hui Kendrick Muhammad Azlin Bin Latib Hendri Kurniawan Saputra Ronald Susilo Hendra Wijaya Derek Wong Zi Liang | Malaysia Razif Abdul Latif Chan Kwong Beng Gan Teik Chai Khoo Chung Chiat Kuan Beng Hong Lin Woon Fui Tan Chun Seang Tan Wee Kiong Yeoh Kay Bin                                                                   |
| Damenteam    | Indonesien Pia Zebadiah Adriyanti Firdasari Liliyana Natsir Vita Marissa Jo Novita Greysia Polii Maria Kristin Yulianti                      | Singapur Fu Mingtian Gu Juan Jiang Yanmei Li Li Li Yujia Liu Fan Frances Vanessa Neo Yu Yan Shinta Mulia Sari Xing Aiying Yao Lei                                                  | Thailand Duanganong Aroonkesorn Porntip Buranaprasertsuk Soratja Chansrisukot Sirivannavari Nariratana Molthila Meemeak Salakjit Ponsana Saralee Thungthongkam Kunchala Voravichitchaikul                         |
| Damenteam    | Indonesien Pia Zebadiah Adriyanti Firdasari Liliyana Natsir Vita Marissa Jo Novita Greysia Polii Maria Kristin Yulianti                      | Singapur Fu Mingtian Gu Juan Jiang Yanmei Li Li Li Yujia Liu Fan Frances Vanessa Neo Yu Yan Shinta Mulia Sari Xing Aiying Yao Lei                                                  | Malaysia Lydia Cheah Li Ya Goh Liu Ying Ng Hui Lin Anita Raj Kaur Wong Pei Tty Julia Wong Pei Xian Woon Khe Wei                                                                                                   |

## Medaillenspiegel
| Platz | Land       | Gold | Silber | Bronze | Gesamt | Teilnehmer |
| ----- | ---------- | ---- | ------ | ------ | ------ | ---------- |
| 1.    | Indonesien | 7    | 2      | 2      | 11     | 22         |
| 2.    | Singapur   | 0    | 4      | 2      | 6      | 21         |
| 3.    | Thailand   | 0    | 1      | 5      | 6      | 18         |
| 4.    | Malaysia   | 0    | 0      | 4      | 4      | 18         |
| 5     | Vietnam    | 0    | 0      | 1      | 1      | 9          |